# Paola Agnello Modica
Paola Agnello Modica (Buscemi, 1º aprile 1954) è una sindacalista italiana.

## Biografia
Partecipa sin dal 1975 alle battaglie per ottenere, all'Inps, ente da cui è dipendente distaccata, un contratto collettivo di lavoro. 
Dalla lunga esperienza del Consiglio dei delegati dell'Ente di Previdenza il passaggio alla Cgil avviene nel 1990: entra nella categoria del pubblico impiego Funzione Pubblica dapprima come funzionaria presso il dipartimento mercato del lavoro, e successivamente, con il Congresso del 1996, come membro della segreteria nazionale. Accanto alle competenze, oramai sperimentate, in tema di mercato del lavoro, assume l'incarico di responsabile delle politiche previdenziali e della sicurezza. Rimane in carica fino al 2002.
Dentro la Cgil, già membro della minoranza di "Essere sindacato", ha poi aderito all'Area programmatico-congressuale di "Lavoro Società", da cui è uscita nel 2007.
Viene eletta in segreteria confederale Cgil il 6 maggio 2002, come responsabile delle politiche dell'ambiente e del territorio, della prevenzione, salute e sicurezza nei luoghi di lavoro; rimane in carica fino al 2010.